# Grünewald, Oberspreewald-Lausitz
Ej att förväxla med Grunewald i Berlin.
Grünewald (lågsorbiska: Zeleny Gozd, högsorbiska: Zeleny Hózd) är en kommun och ort i Tyskland, belägen i Landkreis Oberspreewald-Lausitz i förbundslandet Brandenburg. Kommunen administreras som en del av kommunalförbundet Amt Ruhland, med säte i den närbelägna staden Ruhland.

## Administrativ indelning
Kommunen indelas i två Ortsteile: byarna Grünewald och Sella. Sella uppgick i Grünewalds kommun 1938.